# Harveng
Harveng is een dorp in de Belgische provincie Henegouwen, en een deelgemeente van de Waalse stad Bergen. Harveng was een zelfstandige gemeente tot aan de gemeentelijke herindeling van 1977.

## Bezienswaardigheden
- Het Kasteel van Marchiennes (Château de Marchiennes) werd in 1794 in brand gestoken voorafgaand aan de Slag bij Fleurus. Eind 18e eeuw werd het herbouwd en in de 19e en 20e eeuw nog aangepast. Het kasteel omvat een duiventoren van omstreeks 1700, een neoclassicistische oranjerie van 1843 en stallen van 1873. In het kasteelpark van het kasteel van Marchiennes staat de grootste moerascipres van Europa.[1]
- Het Kasteel van Harveng was de zetel van de heerlijkheid en in 1785 gebouwd in classicistische stijl. De hoektoren is van 1860. De stallen zijn van 1785 en 1860.
- De Sint-Martinuskerk (Église Saint-Martin) is een classicistisch kerkgebouw van 1780-1784 met een 15e-eeuws doopvont.

## Natuur en landschap
Harveng ligt aan de Wampe welke hier samenvloeit met de Ruisseau du Pré à Rieu. De hoogte aan de kerk bedraagt 80 meter.

## Demografische ontwikkeling
- Bronnen:NIS, Opm:1831 tot en met 1970=volkstellingen

## Afbeeldingen

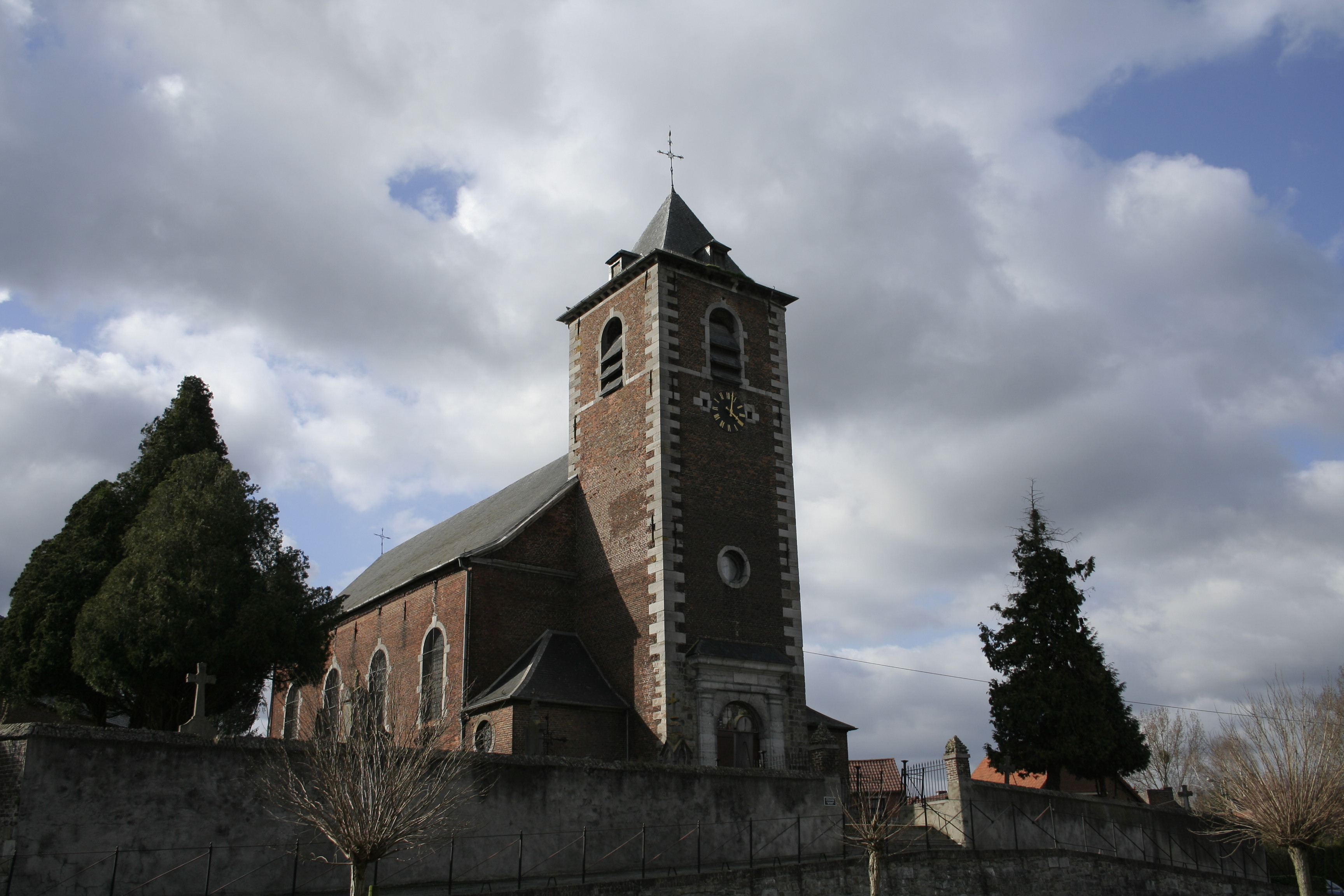
Sint-Martinus kerk (1780)
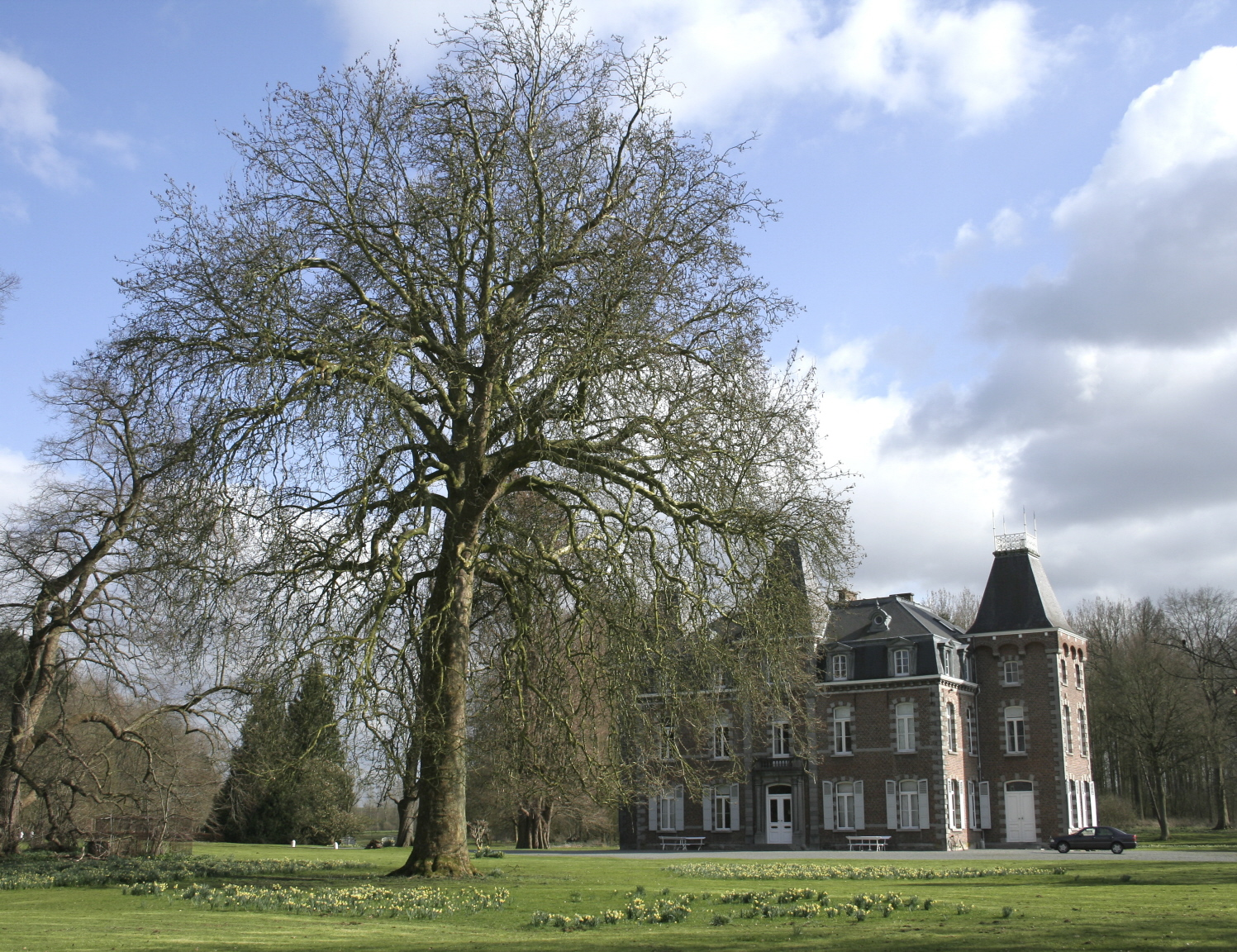
Kasteel van Marchienne en park (18e/19e eeuw)

## Nabijgelegen kernen
Harmignies, Nouvelles, Givry, Quévy-le-Grand